# Sylvain Pagé
Pour les articles homonymes, voir Pagé.
Ne doit pas être confondu avec Sylvain Pages.
Sylvain Pagé, né le 9 janvier 1961 à Mont-Laurier, est un homme politique québécois.
À la suite d'une élection partielle en octobre 2001, il devient député de la circonscription de Labelle à l'Assemblée nationale du Québec pour le Parti québécois. Il a été réélu en 2003, en 2007, en 2008, en 2012 et en 2014, puis défait en 2018. Il est, jusqu'en 2018, porte-parole de l'opposition officielle en matière de Santé publique, Prévention, Sport, Loisir et Saines habitudes de vie et Président de la Commission parlementaire sur l'Agriculture, les Pêcheries, l'Énergie et des Ressources naturelles.

## Biographie
Originaire de Mont-Laurier, Sylvain Pagé obtient un diplôme professionnel pour devenir commis-comptable, puis étudie en Technique de loisirs au cégep de Saint-Laurent (1980). À cet endroit, il a été président du Mouvement étudiant pour le Oui lors du référendum de 1980.
Il a ensuite obtenu un certificat en gestion d'entreprise de l'École des hautes études commerciales de Montréal en 1989.
Après avoir brièvement été agent d'assurance-vie, il fonde la Boutique Plein-Air à Mont-Laurier dont il sera propriétaire de 1984 à 2001. Il a également été chroniqueur à la station de radio CFLO-FM.
Il est cofondateur de l'Association pour la protection de l'environnement des Hautes-Laurentides et en reste membre de 1985 à 2001. Il est également membre fondateur du conseil d'administration de la Société d'exploitation et d'aménagement du parc linéaire d'Antoine-Labelle, sur lequel il siège de 1994 à 2001.
De 1998 à 2001, il est membre du Comité de revitalisation Rues Principales de Mont-Laurier. De plus, il préside la campagne régionale de financement de Centraide en 2000-2001.
Ardent défenseur des saines habitudes de vie et de l'activité physique, il participe à de nombreuses reprises au Grand défi Pierre Lavoie avec des collègues de l'Assemblée nationale.
En 2019, il est nommé adjoint à la direction générale du Centre intégré de santé et de services sociaux des Laurentides.
En 2021, il est nommé adjoint au directeur général - stratégie, au sein de la Ville de Saint-Jérôme.

## Carrière politique
À la suite d'une élection partielle en octobre 2001, il devient député de la circonscription de Labelle à l'Assemblée nationale du Québec pour le Parti québécois. De 2002 à 2003, il est adjoint parlementaire du ministre responsable de la Jeunesse, du Tourisme, du Loisir et du Sport, Richard Legendre. De 2012 à 2014, il siège au Conseil des ministres à titre de président du caucus du gouvernement et de responsable de la région des Laurentides. Il est également adjoint parlementaire à la ministre de l'Éducation, du Loisir et du Sport, Marie Malavoy, pour le volet Loisir et Sport. Il mène alors une tournée de consultations régionales dans le cadre du renouvellement de la Politique nationale du sport, du loisir et de l'activité physique qui a pour but de faire du Québec l'une des nations les plus en forme au monde en 10 ans. Du 7 novembre au 5 décembre 2012, il est président de la Commission des institutions. Il devient ensuite président du caucus de l'opposition officielle du 17 avril 2014 au 15 septembre 2015. Il est vice-président de la Commission des finances publiques du 16 septembre au 27 octobre 2015, puis président de la Commission de l'agriculture, des pêcheries, de l'énergie et des ressources naturelles du 29 octobre 2015 au 23 août 2018. Il est défait en 2018.
Au mois de septembre 2011, il publie son Manifeste pour une nouvelle culture politique.

## Résultats électoraux
|                                                                                               | Nom                    | Parti               | Nombre de voix | %      | Maj. |
| --------------------------------------------------------------------------------------------- | ---------------------- | ------------------- | -------------- | ------ | ---- |
|                                                                                               | Chantale Jeannotte     | Coalition avenir    | 11 784         | 36,5 % | 599  |
|                                                                                               | Sylvain Pagé (sortant) | Parti québécois     | 11 185         | 34,6 % | -    |
|                                                                                               | Gabriel Dagenais       | Québec solidaire    | 4 954          | 15,3 % | -    |
|                                                                                               | Nadine Riopel          | Libéral             | 3 524          | 10,9 % | -    |
|                                                                                               | René Fournier          | Vert                | 395            | 1,2 %  | -    |
|                                                                                               | Francis Brosseau       | Conservateur        | 265            | 0,8 %  | -    |
|                                                                                               | Régis Ostigny          | Citoyens au pouvoir | 181            | 0,6 %  | -    |
| Total                                                                                         | Total                  | Total               | 32 288         | 100 %  |      |
| Le taux de participation lors de l'élection était de 67,2 % et 465 bulletins ont été rejetés. |                        |                     |                |        |      |

|                                                                                               | Nom                      | Parti            | Nombre de voix | %      | Maj.  |
| --------------------------------------------------------------------------------------------- | ------------------------ | ---------------- | -------------- | ------ | ----- |
|                                                                                               | Sylvain Pagé (sortant)   | Parti québécois  | 13 806         | 45,2 % | 6 155 |
|                                                                                               | Christian Lacroix        | Libéral          | 7 651          | 25 %   | -     |
|                                                                                               | Cedrick Remy-Quevedo     | Coalition avenir | 6 447          | 21,1 % | -     |
|                                                                                               | Gabriel Dagenais         | Québec solidaire | 2 457          | 8 %    | -     |
|                                                                                               | Philippe Richard-Léonard | Option nationale | 211            | 0,7 %  | -     |
| Total                                                                                         | Total                    | Total            | 30 572         | 100 %  |       |
| Le taux de participation lors de l'élection était de 65,4 % et 562 bulletins ont été rejetés. |                          |                  |                |        |       |

|                                                                                               | Nom                    | Parti            | Nombre de voix | %      | Maj.  |
| --------------------------------------------------------------------------------------------- | ---------------------- | ---------------- | -------------- | ------ | ----- |
|                                                                                               | Sylvain Pagé (sortant) | Parti québécois  | 17 181         | 50,7 % | 9 099 |
|                                                                                               | Robert Milot           | Coalition avenir | 8 082          | 23,9 % | -     |
|                                                                                               | Vicki Émard            | Libéral          | 5 749          | 17 %   | -     |
|                                                                                               | Normand St-Amour       | Québec solidaire | 1 976          | 5,8 %  | -     |
|                                                                                               | François Beauchamp     | Vert             | 574            | 1,7 %  | -     |
|                                                                                               | Simon Marcil           | Option nationale | 319            | 0,9 %  | -     |
| Total                                                                                         | Total                  | Total            | 33 881         | 100 %  |       |
| Le taux de participation lors de l'élection était de 72,4 % et 401 bulletins ont été rejetés. |                        |                  |                |        |       |

|                                                                                             | Nom                    | Parti               | Nombre de voix | %      | Maj.  |
| ------------------------------------------------------------------------------------------- | ---------------------- | ------------------- | -------------- | ------ | ----- |
|                                                                                             | Sylvain Pagé (sortant) | Parti québécois     | 13 255         | 53,5 % | 6 078 |
|                                                                                             | Déborah Bélanger       | Libéral             | 7 177          | 29 %   | -     |
|                                                                                             | Claude Ouellette       | Action démocratique | 2 837          | 11,5 % | -     |
|                                                                                             | Luc Boisjoli           | Québec solidaire    | 755            | 3 %    | -     |
|                                                                                             | François Beauchamp     | Vert                | 752            | 3 %    | -     |
| Total                                                                                       | Total                  | Total               | 24 776         | 100 %  |       |
| Le taux de participation lors de l'élection était de 55 % et 382 bulletins ont été rejetés. |                        |                     |                |        |       |

|                                                                                             | Nom                    | Parti               | Nombre de voix | %      | Maj.  |
| ------------------------------------------------------------------------------------------- | ---------------------- | ------------------- | -------------- | ------ | ----- |
|                                                                                             | Sylvain Pagé (sortant) | Parti québécois     | 13 961         | 45,4 % | 6 237 |
|                                                                                             | Claude Ouellette       | Action démocratique | 7 724          | 25,1 % | -     |
|                                                                                             | Déborah Bélanger       | Libéral             | 6 970          | 22,7 % | -     |
|                                                                                             | François Beauchamp     | Vert                | 1 189          | 3,9 %  | -     |
|                                                                                             | Luc Boisjoli           | Québec solidaire    | 894            | 2,9 %  | -     |
| Total                                                                                       | Total                  | Total               | 30 738         | 100 %  |       |
| Le taux de participation lors de l'élection était de 69 % et 344 bulletins ont été rejetés. |                        |                     |                |        |       |

|                                                                                               | Nom                    | Parti               | Nombre de voix | %      | Maj.  |
| --------------------------------------------------------------------------------------------- | ---------------------- | ------------------- | -------------- | ------ | ----- |
|                                                                                               | Sylvain Pagé (sortant) | Parti québécois     | 13 530         | 46,6 % | 3 029 |
|                                                                                               | Jean-Pierre Miljours   | Libéral             | 10 501         | 36,1 % | -     |
|                                                                                               | Pascal de Bellefeuille | Action démocratique | 4 283          | 14,7 % | -     |
|                                                                                               | Anne Léger             | Vert                | 468            | 1,6 %  | -     |
|                                                                                               | André Haché            | Bloc pot            | 274            | 0,9 %  | -     |
| Total                                                                                         | Total                  | Total               | 29 056         | 100 %  |       |
| Le taux de participation lors de l'élection était de 68,7 % et 298 bulletins ont été rejetés. |                        |                     |                |        |       |